# Carlos Franqui
Carlos Franqui, né le 4 décembre 1921 à Las Villas (Cuba) et mort le 16 avril 2010 à Puerto Rico, est un écrivain, poète, journaliste, critique d'art et militant politique cubain.

## Biographie
Carlos Franqui se joint à la révolution cubaine menée par Fidel Castro. Pour cette raison, il est arrêté et torturé par la police politique de Batista. Libéré, il part en exil avant de rejoindre les guerilleros où il dirige Revolución, le journal clandestin de la guérilla, et la station Radio Rebelde.
Il garde un ton indépendant du gouvernement après la victoire de la révolution cubaine ce qui lui vaut d'être démis de ses fonctions. Il devient dissident et doit quitter Cuba avec sa famille pour s'établir en Italie. La rupture définitive avec Castro intervient lorsqu'il signe une lettre condamnant l'invasion soviétique de la Tchécoslovaquie en 1968.
Il écrit ensuite de nombreuses œuvres historiques, littéraires ou graphiques et continue à lutter contre la répression à Cuba ou ailleurs. Le gouvernement cubain le considère comme un traître à la solde de la CIA alors que beaucoup d'exilés cubains le rejettent à cause de son passé révolutionnaire.
En 1983, il témoigne dans le film documentaire Mauvaise conduite concernant la réalité des unités militaires d'aide à la production mises en place par le régime castriste pour enfermer les Cubains qualifiés d'asociaux.
Au début des années 1990, il s'installe à Porto Rico, en semi-retraite. En 1996, il fonde la revue trimestrielle Carta de Cuba, qui publie les œuvres d'écrivains et de journalistes indépendants vivant à Cuba. Il poursuit l'édition du magazine et travaille avec d'autres médias jusqu'à sa mort, à San Juan (Porto Rico), de causes naturelles après une brève maladie.

## Publications
- Rebeyrolle, Derrière le miroir[2] n° 177, Paris, Maeght, mars 1969
- Rebeyrolle : natures mortes et pouvoir, Derrière le miroir n° 219, Paris, Maeght, mai 1976